# Académie des sciences, arts et belles-lettres de Dijon
L'Accademia delle scienze, arti e belle lettere di Digione (in francese Académie des sciences, arts et belles-lettres de Dijon, spesso citata semplicemente come Accademia di Digione) è un'istituzione culturale francese.
Fondata a Digione nel 1725 per volontà di Hector-Bernard Pouffier, decano del parlamento di Borgogna, ricevette dal re Luigi XV di Francia le sue lettres patentes nel 1740; venne sciolta nel 1791 e ricostituita nel 1798, riprendendo le sue attività e proseguendole nel corso del XIX secolo con la fondazione di una commissione specializzata nella storia antica (1819) e nel corso del XX secolo con la creazione di altre commissioni per l'astronomia (1921), la linguistica e il folklore (1938), le arti, le lettere, le scienze (1970), l'economia, la sociologia, l'araldica e la numismatica (1973).
La notorietà dell'Accademia di Digione è legata in parte al concorso a premio che indisse nel 1749 sul tema: «Se il rinascimento delle scienze e delle arti abbia contribuito a migliorare i costumi»; esso vide nel 1750 la premiazione come vincitore del Discorso sulle scienze e le arti di Jean-Jacques Rousseau, il primo testo filosofico dell'autore ginevrino e l'opera che segnò l'inizio della sua fama. Anche il secondo importante testo di Rousseau, il Discorso sull'origine e i fondamenti della diseguaglianza tra gli uomini, venne scritto in risposta a un quesito posto dall'Accademia di Digione nell'ambito di un concorso, ma non risultò vincitore.